# Poruba pod Vihorlatom
Poruba pod Vihorlatom (niem. Nickelsdorf) – wieś (obec) na Słowacji położona w kraju koszyckim, w powiecie Michalovce. Pierwsze wzmianki o miejscowości pochodzą z roku 1418. 
Według danych z dnia 31 grudnia 2012, wieś zamieszkiwało 627 osób, w tym 329 kobiet i 298 mężczyzn.
W 2001 roku rozkład populacji względem narodowości i przynależności etnicznej wyglądał następująco:
- Słowacy – 99,36%
- Czesi – 0,32%
- Ukraińcy – 0,32%

Ze względu na wyznawaną religię struktura mieszkańców kształtowała się w 2001 roku następująco:
- Katolicy rzymscy – 10,24%
- Grekokatolicy – 86,56%
- Ewangelicy – 0,64%
- Prawosławni – 1,12%
- Ateiści – 1,12%
- Nie podano – 0,32%